# Закумихинская
Закумихинская — деревня в Плесецком районе Архангельской области. Входит в состав Федовского сельского поселения.

## Население
| 2002 | 2010 | 2012 |
| ---- | ---- | ---- |
| 7    | ↘3   | ↘0   |

По данным Всероссийской переписи населения 2010 года в деревне Закумихинская проживало 3 человека.

## Известные жители
В деревне Закумихинская 7 октября 1870 года родился Алексей Павлович Чапыгин,  русский советский прозаик, драматург, сценарист, автор исторических романов «Разин Степан» (1924—1927), «Гулящие люди» (1930—1937); «Россия второй половины XVII века», рассказов, повестей, пьес.